# Phascolarctos stirtoni
Phascolarctos stirtoni – gatunek wymarłego torbacza z rodziny koalowatych (Phascolarctidae). Egzystował w plejstocenie razem z dzisiejszym koalą, jednak był od niego większy. Wymarł około 50 tysięcy lat temu. Przyczyny wyginięcia nie są znane.

## Taksonomia
Gatunek po raz pierwszy zgodnie z zasadami nazewnictwa binominalnego opisał w 1968 australijski paleontolog Alan Bartholomai w artykule poświęconym nowym skamieniałościom koali z Queensland i ponowna ocena pozycji taksonomicznej problematycznego gatunku Koalemus ingens opublikowanym w czasopiśmie Memoirs of the Queensland Museum; Bartholomai nowy takson umieścił w rodzaju Phascolarctos nadając mu epitet gatunkowy stirtoni. Miejsce typowe to Cement Mills, w pobliżu Gore, południowo-wschodnie Queensland, Australia; wiek szczątków datowany na plejstocen. Holotyp to częściowo zachowana prawa szczęka z P3–M2 młodocianego osobnika; okaz typowy zebrał 31 lipca 1957 roku australijski paleontolog i geolog Julian Edmund Tenison-Woods. 

## Etymologi
- Phascolarctos: gr. φασκωλoς phaskōlos ‘skórzany worek, torba’; αρκτος arktos ‘niedźwiedź’[3].
- stirtoni: Ruben Arthur Stirton (1901–1966), amerykański paleontolog[1].